# Certosa di Pavia
Certosa di Pavia es un municipio italiano de la provincia de Pavía, en Lombardía. Tiene una población estimada, a fines de julio de 2021, de 5.442 habitantes.
Está situado en el Pavese, a unos 6 kilómetros al norte de la capital provincial, cerca del Naviglio Pavese. La región toma su nombre del célebre monasterio homónimo: la cartuja de Pavía. 
El monasterio se fundó en el año 1396, en las márgenes del parque de los Visconti al norte del castillo de Pavía, por decisión de Gian Galeazzo Visconti. 
En el escudo municipal se encuentra la abreviatura «GRA-CAR» de Gratiarum Chartusiae, Certosa de las Gracias.

## Demografía
| Gráfica de evolución demográfica de Certosa di Pavia entre 1861 y 2021 |
|                                                                        |
| Fuente ISTAT - elaboración gráfica de Wikipedia                        |